# 通嫔
通嬪（1664年—1744年），姓烏拉那拉氏，名翟濟邁。正黃旗包衣第一參領第一滿洲佐領下人。七品監生常素保之女，清朝康熙帝之嬪 :303-304。

## 生平
康熙三年（1664年）出生。納喇氏「大小均已熟」，當代研究者王冕森推測「大者」與「小者」為兩種烈性傳染病，因為在清代檔案中，經常將已出痘者稱為「熟」，並將未出痘者稱為「生」。因此，納喇氏參選前應已患上過某兩種烈性傳染病。
康熙十六年正月，康熙帝挑選了一批內務府秀女，這次挑選實際是對康熙十五年十二月挑選的延續，當時已經有二十三位內務府秀女被記名。正月二十日，六十二位秀女入宮參加挑選，只有翟濟邁和另外一位秀女被記名。翟濟邁的秀女檔案稱：「多弼佐領七品監生常素保之女翟濟邁，辰年，十四歲，大小均已熟，無瘡、氣味，滿洲。」正月二十一日，二十五位內務府記名秀女，以及幾位從盛京和鄉屯送來的秀女一起入宮參加挑選，康熙帝從中選出九位入宮，包括十八歲的納蘭珠（即宜妃）、十六歲的賚姐（疑似僖嬪）和十四歲的翟濟邁等人，康熙帝特地叮囑納蘭珠和賚姐可以各帶一個家下女子入宮，而其餘七位則沒有這個待遇:269、304。 正月二十六日，翟濟邁等九人正式入宮。
康熙二十四年二月十六日午時，生康熙帝第十女固倫純愨公主 （序齒為六公主）。《清史稿》誤稱她生固倫純愨公主及萬黼、允禶二子，《漢文列祖子孫直檔玉牒》則記萬黼、允禶皆是護軍校兆格（即驍騎校昭格）之女貴人納喇氏所出。
康熙四十六年，位分等級在嬪位以下且不明身份的後宮主位有蘇貴人、仙貴人、牛常在、查常在、堯常在及大答應十人，納喇氏或在其中。康熙五十七年（1718年）四月十九日，康熙帝諭禮部，稱「王、阿哥等之母，備位宮闈，俱年及六十、五十、四十有餘，宮中雖稱妃嬪，尚未受封」，故冊封博爾濟錦氏等三人為妃，瓦劉哈氏等三人為嬪。其中，和嬪已受封且只生一女，亦晉為妃，納喇氏不知何故未在此列。
康熙六十一年（1722年）六月二十六日，大臣陳邦彥收到一封信件，為康熙帝「彂（發）常貴人詩来看」，使他在日記中寫道「宫壼萹（篇）章得使詞臣寓目，真異數也」，未知此常貴人是否即為納喇氏。同年十一月十三日，康熙帝逝世，十二月，剛登極的雍正帝稱「朕念十二阿哥之母，多年侍奉皇考，甚為謹慎，久列嬪位，今晉封為妃。十五阿哥、十六阿哥之母嬪，亦晉封為妃。再，現在有曾生兄弟之母未經受封者，俱應封為貴人。六公主之母，應封為嬪」。《清史稿》稱貴人納喇氏被尊封為嬪位，是因為她的女婿喀爾喀郡王策稜立功，但是當代研究者王冕森認為納喇氏被尊封為嬪的主要原因是當時曾經為康熙帝生育過成年公主的後宮主位中，仍然在世且未及嬪位者，只有她一人:305。
雍正二年（1724年）六月初十日，貴人納喇氏被封為通嬪，與諸位先朝妃嬪一同受正式尊封。乾隆九年（1744年）六月二十三日，通嬪逝世；六月二十四日，乾隆帝命額駙策凌在年節來京時祭拜通嬪。乾隆十年十月十六日辰時，奉安景陵妃園寢。

## 冊文
柔嘉著範，贊雅化於璇宮；簡冊騰輝，表芳型於彤管。式稽彝典，用賁鴻章。皇考貴人納喇氏，賦性安貞，持躬淑慎。敬勤不懈，協矩度於珩璜；柔順罔愆，佩功容於圖史。嗣以天姬衍慶，譽著肅雝；宮教流徽，厚膺茀祿。匪由顯號，曷著令儀。謹以金冊尊為皇考通嬪。寶宇光騰，慶休徽之洊至；蘭階瑞溢，知福履之攸同。謹言。